# European Foundation for Management Development

L'European foundation for management development (EFMD), en français Fondation européenne pour le développement du management, est une association qui a pour vocation de promouvoir l’information, la recherche, les bonnes pratiques et l'innovation en matière de management, notamment à travers l'accréditation des écoles de commerce (label EQUIS). Cette association est comparable à l'Association to Advance Collegiate Schools of Business (AACSB) américain et l'AMBA britannique.

## Histoire
L'EFMD a vu le jour en 1972 à Bruxelles avec pour ambition initiale de contribuer à l'harmonisation des systèmes de formation au management en Europe, et de fournir aux différents acteurs « un instrument de comparaison et de "benchmarking" ». De leur côté, les États-Unis et le Royaume-Uni disposaient également d'organismes d'accréditation -comme l'AACSB américain fondée en 1910 et l'AMBA britannique fondée en 1967- chargés de superviser les écoles de management ou leurs programmes, et de leur délivrer des labels de qualité.
Basée à Bruxelles, l'EFMD est depuis l'origine une association internationale sans but lucratif, de droit privé belge. En 1973, elle compte 193 membres en Europe. 
En 1997, l’organisme d’accréditation européen créé l'accréditation EQUIS. 
En l'an 2000, l'AFMD compte 450 membres en Europe et en Afrique. En 2001, l'EFMD s'ouvre aux entreprises en créant des groupes de travail spécifiques, ce qui a conduit à la création du label CLIP en 2002. 
Fin 2021, l'association comptait 972 membres (écoles de commerce, entreprises privées et publiques, organismes de conseil) dans 90 pays, dont 539 en Europe, 193 en Asie, 85 en Amérique du Nord, 58 en Amérique Centrale et du Sud, 37 en Afrique, 36 en Australie-Océanie et 24 au Moyen-Orient.

## Accréditations

### EQUIS
Pour obtenir l'accréditation, l'école doit montrer un haut niveau général de qualité dans ses activités (qualité de l'enseignement, de la pédagogie, capacité d'innovation, activité de recherche, relation avec le monde de l'entreprise), mais également un important degré d'internationalisation.
À la fin de l'année 2021, le réseau comptait 204 écoles accréditées EQUIS, dans 45 pays différents. 97 écoles EQUIS (47%) sont situées hors d'Europe, dans 25 pays différents. 75 écoles ont été accréditées pour 3 ans (37%) et 129 écoles pour 5 ans (63%).

### EFMD programme accreditation
EFMD Programme Accreditation System (ou EPAS) est un label international qui évalue la qualité de programmes de formation dans le domaine du management et des affaires, alors que le label EQUIS, lui aussi délivré par l'EFMD, vise à certifier un établissement. Les deux accréditations sont donc distinctes. 
L'accréditation des programmes couvre toutes les facettes de l'offre de programmes : de son environnement institutionnel, national et international, en passant par sa conception, son exécution, ses résultats et ses impacts, jusqu'à ses processus d'assurance qualité. L'accréditation met l'accent sur la rigueur académique, la pertinence pratique, l'internationalisation, l'éthique et la durabilité.
Mi-2020, l’organisme d’accréditation européen transforme son label d’accréditation de programme EPAS en “EFMD accredited“. Ce nouveau label accréditera des programmes du bachelor au doctorat et est désormais ouvert à toutes les écoles accréditées EQUIS. 
À la fin de l'année 2021, un total de 131 programmes provenant de 100 institutions dans 39 pays avaient reçu l'accréditation des programmes de l'EFMD.

### CLIP
Le Corporate Learning Improvement Process (CLIP), en français Processus d'amélioration de l'apprentissage en entreprise, est un système d'accréditation pour les fonctions de formation au sein des entreprises, mis en place en 2002 par l'EFMD. L'accréditation CLIP compare le dispositif de formation d'une entreprise avec les normes internationales en termes de positionnement stratégique, de marché cible, d'offre de formation, de modèle opérationnel et d'impact, en mettant l'accent sur les aspects numériques, agiles et internationaux,.

## Prix EFMD-FNEGE
Chaque année, l'EFMD s'associe avec la Fnege pour remettre des prix afin de distinguer les meilleurs ouvrages de management dans différentes catégories,.